# Szczennikowo
Szczennikowo (ros. Щенниково) – wieś (dieriewnia) w Rosji, w obwodzie iwanowskim, w rejonie iljińskim. W 2010 liczyła 518 mieszkańców.